# 붉은코끼리땃쥐
붉은코끼리땃쥐 또는 붉은센지(Elephantulus rufescens)는 코끼리땃쥐과에 속하는 포유류의 일종이다. 에티오피아와 케냐, 소말리아, 수단, 탄자니아 그리고 우간다에서 발견된다. 자연서식지는 건조 사바나와 아열대 또는 열대 기후 지역의 건조 관목 지대이다.